# Jeanette Eriksson (litterär figur)
Jeanette Eriksson är en fiktiv karaktär skapad av Leif G.W. Persson. Hon figurerar som bifigur i Mellan sommarens längtan och vinterns köld och gör ett kortare framträdande i Faller fritt som i en dröm.
I miniserierna En pilgrims död, Den fjärde mannen och Den döende detektiven spelas Eriksson av Helena af Sandeberg. Hon har i dessa en betydligt större roll än i böckerna och fungerar i dessa adaptioner som en sammanslagning med karaktären Anna Holt.